# إيمان البحر درويش
إيمان البحر درويش (18 مارس 1955 -)، مغنٍ مصري، من مواليد مدينة الإسكندرية، يعد واحدًا من مشاهير الطرب. جده هو الفنان المصري الذي لقب بفنان الشعب سيد درويش. عمل إيمان البحر على إعادة إحياء أعمال جده سيد درويش فقدمها بطريقة ممتازة لاقت إعجاباً كبيرًا في كافة أنحاء الوطن العربي بالرغم من اختلاف إسلوب أغانيه عن أنماط الغناء التي كانت سائدةً في ذلك الوقت، حيث توقع العديدون (ومن بينهم إيمان البحر نفسه) فشل بعض الأغاني مثل أغنية «محسوبكم انداس» التي تحكي معاناة رجل أجنبي بعد الحرب العالمية وما تلا ذلك من الانهيار الاقتصادي العالمي، لكن حالف الفنان النجاح الكبير، ولعل من الطريف هو أن أغنية «محسوبكم انداس» تحديداً نالت قدرًا كبيرًا من الاستحسان.

## التمثيل
إلى جانب الغناء، مثّلَ الفنان إيمان البحر في فلم «حكاية في كلمتين» حيث قام بدور البطولة مع الفنانة ليلى علوي. نجح الفيلم واستمر عرضه حوالي سنة.
قام إيمان البحر أيضاً ببطولة مسلسل «الإمام الشافعي» الذي نال استحسان الجمهور وأوضح نضوجًا كبيرًا في الأداء التمثيلي لإيمان
1. الإمام الشافعي مسلسل (2007)
2. حبيبي الذي لا أعرفه مسلسل (1989)
3. طير في السما (1988)
4. زمن الممنوع (1988)
5. لقاء في شهر العسل (1987)
6. حكاية في كلمتين (1985)
7. تزوير في أوراق رسمية (1984)

### أعماله المسرحية
1) انقلاب مسرحية (1988)
2) الناس بتحب كدة (2010)
بنت الحكومة مسرحية (2009)

## أعماله الغنائية
- الوارثين.
- محسوبكم انداس.
- ع الستات.
- ضميني 1987
- أم إسماعيل.
- زوروني كل سنة مرة.
- يا هادي.
- يا ولد عمي.
- تستاهل يا قلبي.
- اقرأ يا سي.
- نفسي 1987
- طير في السما 1989
- أنا ما أقبلش 1991
- لحظة 1992
- ولا عمرك وحشتينى 1993
- يا وابور يا مولع 1994 (ألبوم غنائي للأطفال)
- أنا وأنتى 1996
- المسحراتي وبحر الحياة 1997 1996
- إحساس بريء 1999
- الجرح الأليم (البوم وطني) 2001
- آدن يا بلال (الأقصى يا الجنة) 2002
- يا ظالم (أغنية بفيلم «بلطية العايمة 2008»

وضع أيضا بعض الموسيقى التصويرية وغنّى التترات لبعض المسلسلات التليفزيونية:-
1. مسلسل الإمام الشافعي (2007).... موسيقى تصويرية
2. ثورة الحريم [مسلسل] .... موسيقى تصويرية وغناء
3. وحلقت الطيور نحو الشرق [مسلسل] .... موسيقى تصويرية وغناء
4. فيلم (بلطية العايمة 2008)

## وصلات خارجية
- إيمان البحر درويش على موقع IMDb (الإنجليزية)
- إيمان البحر درويش على موقع الدهليز
- إيمان البحر درويش على موقع قاعدة بيانات الأفلام العربية
- إيمان البحر درويش على موقع ديسكوغز (الإنجليزية)